# Vojtěch Řepa
Vojtěch Řepa (ur. 14 sierpnia 2000 w miejscowości Velká Bíteš) – czeski kolarz szosowy.

## Osiągnięcia
Opracowano na podstawie:

2018
- 3. miejsce w mistrzostwach Czech juniorów (start wspólny)

2019
- 1. miejsce w mistrzostwach Czech (jazda drużynowa na czas)

2020
- 1. miejsce w mistrzostwach Czech U23 (start wspólny)
- 3. miejsce w mistrzostwach Czech U23 (jazda indywidualna na czas)
- 3. miejsce w mistrzostwach Europy U23 (start wspólny)
- 1. miejsce w Małopolskim Wyścigu Górskim
  - 1. miejsce w klasyfikacji młodzieżowej

2022
- 1. miejsce w klasyfikacji młodzieżowej Dirka po Sloveniji

## Rankingi
| Rok             | 2019  | 2020 | 2021  | 2022 |
| --------------- | ----- | ---- | ----- | ---- |
| World Ranking   | 2462. | 220. | 2339. | 618. |
| UCI Europe Tour | 1570. | 184. | 1561. | 478. |
|                 |       |      |       |      |
| Źródło: UCI     |       |      |       |      |